# Albert Van Laecke
Albert Van Laecke (fl. XX secolo) è stato un ciclista su strada belga, professionista dal 1936 al 1939.

## Carriera
In carriera ottenne il secondo posto alla Gand-Wevelgem del 1939.

## Palmarès

### Strada
- 1935

Grote Prijs Affligem
- 1936

Grote Prijs Affligem